# القرية (المحويت)
القرية هي إحدى قرى الجمهورية اليمنية. وهي تتبع جغرافيًا لمحافظة المحويت. وإداريًا لمديرية الخبت. يبلغ تعداد سكانها 1587 نسمة حسب الإحصاء الذي جرى عام 2004.